# Помето (Кунео)
Помето је насеље у Италији у округу Кунео, региону Пијемонт.
Према процени из 2011. у насељу је живело 63 становника. Насеље се налази на надморској висини од 289 м.